# Старо краљевство
Старо краљевство је термин којим се назива период у 3. миленијуму п. н. е. када је стари Египат достигао свој први цивилизацијски врх. То је прво од три такозвана царства која означавају епохе високих достигнућа цивилизације из долине доњег тока Нила. Преостала два су: Средње краљевство и Ново краљевство. У овом периоду у Египту су владале династије од треће до шесте (2686. п. н. е. – 2181. п. н. е). Неки историчари ту укључују седму и осму династију јер су и њихови владари управљали земљом из Мемфиса.
Египатској хронологији термин „Старо краљевство“ наметнули су историчари 19. века, па његове конотације могу одвести на погрешан пут. Он одражава један приступ периодизацији историје према којој се данас могу имати озбиљне резерве. Стари Египћани се њом никада нису служили, па би разлика између ранодинастичког периода (3000.- 2686. године п. н. е) и Старог краљевства (2686.- 2160. године п. н. е) њима била тешко појмљива. И последњи краљ ранодинастичког периода и први владари Старог краљевства били су у сродству са краљицом Нимаатхап, која је у Хасемхевијево доба означавана као „мајка краљеве деце“, а у Џосерово доба (2667.- 2648. п. н. е.) као „мајка краља Горњег и Доњег Египта“. Египћанима је још значајнија била чињеница што се мест краљевске резиденције не мења, већ остаје у Белом зиду (Инеб-хеџу), на западној обали Нила, јужно од данашњег Каира. Египћани су схватали и уважавали допринос који су градитељи Џосера дали владарској надгробној архитектури. Велики градитељски подухвати непосредно су утицали на развој привреде и друштва и управо то се сматра главним оправдањем за поделу на ранодинастичко доба и Старо краљевство.

## Џосерова владавина
Оснивач Треће египатске династије је краљ Џосер. Он је успео поново успоставити јединствену државу сламајући побуне које су избиле у Делти и Либији. Према сведочанствима историчара Манетона, Либијци су се уплашили увећаног месечевог диска и напустили бојно поље. Сматрајући то за лош знак, пристали су да се без борбе покоре Египћанима. Краљ је ратовао и на Синају заузимајући богате бакарне руднике. Земље јужно од Елефантине поклонио је храму Хнума у Елефантини. Нубија је била покорена, али опасност од упада Нубијаца није била отклоњена. Стога је Џосер подигао велики одбрамбени зид од Асуана до Филе.
Своју гробницу Џосер је подигао дубећи стену у близини Абидоса и споља је оградивши циглама. Такав тип гробница био је уобичајан за египатске краљеве и називао се мастаба. Међутим, у Делти је Џосер подигао до тада неуобичајену гробницу. Она се налазила у Сакари, недалеко од Мемфиса. Чиниле су је шест мастаба од камена наслаганих једна на другу (горње су бивале све мање). Гробница је названа "степенаста пирамида". Прва је грађевина своје врсте. Била је висока око 60 m. Саградио ју је велики египатски архитекта Имхотеп.

## Четврта династија
Џосерови наследници, владари Четврте египатске династије, наставили су са ширењем и јачањем Египатског царства. Забележено је и даривање земље заслуженим великашима. Ова чињеница упућује на постојање јаке аристократије. Још један доказ за снагу аристокраја јесу и богате мастабе које су себи подизали. Оснивач Четврте династије, Снофру, припојио је Египту мноштво синајских рудника. Војску је слао у фенички Гебел по потребан материјал - кедар. Сем са Феникијом, Снофру је трговао и са земљом Пунт (данашња Етиопија и Сомалија) набављајући тамјан и осталу луксузну робу.
Снофру је ратовао у Либији и Нубији. Према Палермском камену из Нубије, Снофру је у Египат довео 7000 живих заробљеника и више од 200.000 крупне и ситне стоке. Помиње се и подизање великог зида као заштита од упада Нубијаца. Снофруов наследник био је Куфу, познатији по грчком изговору "Кеопс". Градња пирамида постала је правило за владаре Четврте династије. Снофру је подигао две пирамиде (обичаји ранијих традиција). Сматра се последњим владарем који је поштовао обичај изградње две гробнице. Кеопс је познат по изградњи своје пирамиде, највећег споменика Старог света. Недалеко од Мемфиса, на левој обали Нила код Хелиополиса, Кеопс је саградио пирамиду димензија 147,80 м са основицом од 232,16 м (висином сваке стране од 186 м). Изграђена је од 2.300.000 камених блокова величине од 1,10 m кубних. Пирамиду је 20 година градило око 100.000 радника радећи по три месеца. Поред ове велике, Кеопс је изградио и покајнички храм и три мале пирамиде за своје рођаке и краљицу.
Херодот наводи да је Кеопс владао 50 година, а његов брат Кефрен 56 година. Према споменицима се може закључити да је Кеопс владао 23, а након њега краљ Џедефра/Тетефра још 8 година. Њега је наследио Кеопсов син Кхауф-ре (Кефрен). Кефренова пирамида је нешто мања од Кеопсове, али је боље очувана. Поред Кеопсове и Кефренове пирамиде било је више мањих гробница, а нешто јужније и сфинга-гроб краљице. Херодот наводи да су Кеопс и Кефрен мучили своје поданике ради изградње својих пирамида. Због тога су их Египћани након смрти избацили из пирамида. То објашњава празне саркофаге који су нађени у гробницама. Микерен, Кеопсов син и фараон, саградио је трећу гробницу. Била је скромнија од пирамида својих претходника, свега 66 m². Ове три пирамиде чине комплекс Пирамида у Гизи, једно од Седам светских чуда старог света.
Последњи краљ Четврте династије био је Шепсескаф. Према Диодору, он је био један од пет великих законодаваца Египта, покретач проучавања звезда и оснивач геометрије.

## Пета династија
Велики грађевински подухвати Треће и Четврте египатске династије представљали су велико оптерећење за народ. Због тога Египћани дижу побуну и након Шепсескафове смрти успостављају власт нове династије. Пета династија владала је Египтом у периоду од 2494. до 2345. године п. н. е. Прва три краља су, према папирусу Весткару, били близанци бога Ра Онског. Били су то Усеркаф (7 година), Сахура (12 година) и Нефериркае Какај (нешто изнад 10 година). Бог Ра постао је династички бог замењујући Хоруса који постаје његов син. Владари ове династије започели су са изградњом обелиска којима су желели дотаћи самог бога. Друга карактеристика Пете династије јесте деградација краља од бога на сина који у божије име влада народима. Сахура је довршио освајање Синаја и водио ратове са Либијцима. Последњи владар династије био је Унас.

## Шеста династија
Шеста династија владала је од 2345. до 2181. године п. н. е. Карактеристично за ову династију јесте слабљење централне власти и јачање моћи локалних владара - номарха. Краљеви су одржавали приснији контакт са својим номарсима дозвољавајући им да граде мастабе и додељујући им земљишне поседе. Заслужни чиновници могли су чак завештати земљу наследницима. Значајан владар био је Пепи II коме древни историчари приписују преко 94 година владавине. Познат је по храмовима које је подизао у Танису, Бубастису, Абидосу, Дендери и Копту. Владавина Пепијевог наследника Меренра представља врхунац моћи Старог краљевства. Египат је била божанска феудална монархија. Након његове смрти долази до све већег раста моћи номарха. Један од узрока пада Старог краљевства јесте и суша која је Египат погодила у 22. веку п. н. е. Номарси су се већ толико осамосталили да је само номинално постојала краљевска власт у Мемфису.